# Susan Te Kahurangi King
Susan Te Kahurangi King (* 1951 in Te Aroha) ist eine neuseeländische Künstlerin der Art brut.

## Leben
King wuchs im ländlichen Te Aroha als zweitältestes Kind mit einem älteren Bruder und zehn jüngeren Geschwistern auf. Ihr Vater hatte sich die Maori-Sprache autodidaktisch angeeignet und arbeitete als Lektor in einem Verlagshaus. Ihre Mutter Dawn war eine ehemalige Lehrerin an einer Sonntagsschule der Maori und Hausfrau. Susans Eltern schätzten die Ureinwohnern Neuseelands, mit denen sie lebten und arbeiteten. Susan Kings zweiter Vorname „Te Kahurangi“  bedeutet in der Sprache der Maori „die Geschätzte“. Sie zeichnete und malte seit ihrer Kindheit. Von ihrer Schwester wurde Susan als abenteuerlustiges Kind beschrieben, das sich im Alter von sechs Jahren allein in den Busch oder in die Stadt schlich. Sie liebte es, „auf Entdeckungsreise zu gehen und Dinge selbst herauszufinden“. Außerdem war sie sehr tierlieb zu „Insekten, Vögel, Katzen, Frösche usw., hatte aber eine Heidenangst vor Hunden und Elefanten“.
Sie hatte eine enge Beziehung zu ihrer Großmutter mütterlicherseits, die Buch führte über alle Wörter und Sätze, die Susan sagte, einschließlich zu welchem Zeitpunkt und Anlass, als ab dem vierten Lebensjahr deren Fähigkeit zu sprechen zunehmend zu schwinden begann; mit sieben oder acht Jahren sprach sie gar nicht mehr (abgesehen von jeweils einzelnen Ereignissen in den Jahren 1961 und 1972). Als sie fünf Jahre alt war, äußerte ihre Lehrerin Bedenken wegen ihres Schweigens, was eine lange und unergiebige Untersuchung ihrer Stummheit auslöste. Ab 1958 besuchte King das Christopher House in Hamilton, eine Schule für geistig behinderte Kinder, an der sie kein Zeichenmaterial benutzen durfte. Schließlich zog die Familie 1960 nach Auckland, um in der Nähe einer IHC-Schule für Menschen mit Lernbehinderungen zu sein. IHC New Zealand ist eine neuseeländische Organisation, die Menschen aller Altersgruppen mit geistigen Behinderungen betreut. Zwischenzeitlich war sie im Teenageralter mehrfach in der psychiatrischen Abteilung eines Aucklander Krankenhauses, zuletzt 1965, ohne dass ein Befund gestellt wurde. Das Kingswood Centre besuchte King bis 1988. Zu ihrer Arbeit gehörten monotone Montagearbeiten. Die ständigen Wiederholungen im Alltag machten sich bei King zu Hause bemerkbar, wo sie Anzeichen einer Zwangsstörung zeigte: mit Anzeichen von Unbehagen fixierte sie den Wasserhahn in einer bestimmten Position, verschloss die Fenster und beschäftigte sich zwanghaft mit dem Aufwickeln loser Fäden und Schnüre. Von 1980 bis 1988 gab es längere Zeiträume, in denen King überhaupt nicht zeichnete. Nach 1992 hörte sie für etwa 15 Jahre lang auf zu zeichnen, um 2008 wieder damit fortzufahren.
Als ihre jüngere Schwester Petita als Lehrerin für Kinder mit Autismus zu arbeiten begann, vermutete sie, dass ihre Schwester die gleiche Erkrankung hatte. Die Diagnose Autismus wurde schließlich 2015 gestellt. Nach dem Auszug der Geschwister lebte Susan mit ihrer Mutter zusammen. 2017 begann die Familie das Haus zum Verkauf vorzubereiten. Auch in dieser Zeit wird Susan als „entspannt und glücklich“ beschrieben. Sie zeichnete viel, ging aber auch häufig einkaufen, in den Park, ins Schwimmbad, ins Fitnessstudio und nahm gern an den verschiedenen Familienereignissen teil. Danach lebte Susan mit ihrer Schwester Wendy, ihrer wichtigsten Bezugsperson, in Hamilton, Neuseeland.

## Werk
King ist Autodidaktin und gestaltet ihre Zeichnungen mit Feder, Graphit, Buntstift, Kreide und Tusche. Für ihre Werke verwendete sie Motive aus ihrem direkten Umfeld, Menschen und Tiere, bevorzugt Vögel, aber auch "Figuren aus dem Fernsehen und der Popkultur, Donald Duck und Bugs Bunny bis hin zu „Fanta Man“, der Werbefigur für eine Limonade, der in Werken Kings aus den Jahren 1965 bis 1968 erscheint, und variieren dabei in Blickwinkel und Stil von lyrischen, erfindungsreichen Nahaufnahmen bis hin zu komplexeren, dichten Markierungen, die an eine Landschaft erinnern. Ihre psychiatrischen Aufenthalte als junges Mädchen spiegeln sich in den Bildern aus dieser Zeit wider. Sie wandte sich dunkleren Darstellungen kombinierter Körper oder ineinander verschlunger Körper von Tieren, Menschen und Zeichentrickfiguren zu mit Verwundungen, Piercings oder Missbildungen, mit tränenüberströmten Gesichtern. Darüber hinaus verwendete sie Sujets, die sich aus den Erzählungen ihre Großmutter, die eine begeisterte Anhängerin der königlichen Familie war, und deren Fotos, Zeitungsausschnitten und Erinnerungsstücken, speisten: der Besuch von Königin Elisabeth in den 1970er Jahren in Neuseeland und die Anzahl der Polizisten bei den Prozessionen sind in einigen von Susans Zeichnungen aus dieser Zeit zu sehen. In ihren späteren Arbeiten wandte sie sich abstrakten Kompositionen zu, die Rhythmus, Muster und Struktur in den Vordergrund stellen und häufig leuchtende, lyrische Farben verwenden. In den Bildern ab 2008 wird dieser Wechsel fortgesetzt, King „geht über das Gegenständliche hinaus und erkundet die organische Abstraktion“.
Ihre Familie unterstützte sie zeitlebens in ihrem künstlerischen Schaffen. Auch in der Hoffnung, ihr Verhalten, Schweigen und Andersartigkeit besser zu verstehen, oder bei Sichtung durch einen Arzt eine medizinische Erklärung zu erhalten, bewahrte die Familie alle Werke Susans seit ihrer Kindheit auf dem Dachboden auf. Ihre jüngere Schwester Petita legte ab 2005 ein katalogisiertes Archiv der vorher zusammengerollt in Kartons und Kisten aufbewahrten Zeichnungen an, die durch unsachgemäße Aufbewahrung zerrissen oder teils von den Deckeln der Kisten abgeknickt waren. Neben den neueren Arbeiten umfassen die Zeichnungen bis zum Jahr 1992 20 A4-große Ordner mit jeweils 100 Seiten. Ihre Schwester kümmert sich seither um die künstlerischen Aspekte von Susans Leben, digitalisierte ihre Bilder und richtete eine Facebook-Seite ein. Ab diesem Zeitpunkt wurde das Werk von Susan Te Kahurangi King zunehmend der Öffentlichkeit bekannt. 2012 erschien der neuseeländische Dokumentarfilm „Pictures of Susan“ über Kindheit und Leben von Susan, der auch auf dem Auckland International Film Festival lief. Nachdem ihre Werke 2013 in der Outsider Art Fair gezeigt wurden, wurde sie international bekannt. Eine Monografie von Kings Werk wurde 2016 vom Institute of Contemporary Art, Miami, veröffentlicht. King trug auch zu der 2016 erschienenen Anthologie neuseeländischer Frauencomics, „Three Words“, bei. Im Jahr 2016 gründete das American Folk Art Museum das Susan Te Kahurangi King Fellowship Programm. Kings Werke befinden sich in öffentlichen Sammlungen wie dem Museum of Modern Art, dem Philadelphia Museum of Art, dem American Folk Art Museum, der Chartwell Collection und dem James Wallace Arts Trust.

## Ausstellungen (Auswahl)
- 2023: Playdate. Susan Te Kahurangi King & Philip Emde. Ruttkowski68, New York[10]
- 2022: Survey 1956–2022. Ruttkowski68, Düsseldorf
- 2022: Multitudes. American Folk Art Museum, New York
- 2021: Parallel Phenomena. Andrew Edlin Gallery, New York. Gemeinschaftsausstellung mit Carroll Dunham, Gladys Nilsson, Peter Saul[11]
- 2019: Susan Te Kahurangi King: 1958-2018. Die von Alison Amick kuratierte Einzelausstellung zeigt mehr als 60 Zeichnungen sowie Erinnerungsstücke aus dem persönlichen Archiv ihrer Schwester Petita Cole. Intuit: The Center for Intuitive and Outsider Art, Chicago[12]
- 2018: Marlborough Contemporary Gallery, London
- 2018: Outsider Art Fair, New York
- 2018: Vestiges and Verse: Notes from the Newfangled Epic. American Folk Art Museum, New York
- 2016: Susan Te Kahurangi King. Institute of Contemporary Art, Miami
- 2015: Drawings from Many Worlds. Andrew Edlin Gallery, New York
- 2015: Interfaces: Outsider Art and the Mainstream. Philadelphia Museum of Art, Philadelphia
- 2015: Word Builders: Bob Gerrard, Susan Te Kahurangi King, Harry Watson. The Dowse Art Museum, Lower Hutt
- 2015: From the One I Call My Own. City Gallery Wellington
- 2014: Outsider Art Fair, New York
- 2013: Outsider Art Fair, Paris[1]
- 2009: Einzelausstellung, Sydney.[5]